# Quanteninformation
Unter Quanteninformation versteht man in quantenmechanischen Systemen vermutete Information, die nicht mit den Gesetzen der klassischen Informationstheorie beschrieben werden kann. Bei Phänomenen wie Superposition und Verschränkung von Zuständen könnte sie eine zentrale Rolle spielen. Unterschiedliche Definitionen des Begriffs Quanteninformation werden diskutiert. Bisher (2020) konnte keine davon allgemeine Akzeptanz finden.